# 8240 Matisse
8240 Matisse este o planetă minoră (asteroid), cu un diametru de 4,204 km, din centura de asteroizi. A fost descoperită pe 29 septembrie 1973 la Observatorul Palomar de Cornelis Johannes van Houten și a fost numită după Henri Matisse. 
Obiectul prezintă o orbită caracterizată de o semiaxă mare de 2,4648601 UAi, o excentricitate de 0,14, o înclinație de 4,14411 ° în raport cu ecliptica.